# Zdobycie góry Jun
Zdobycie góry Jun (chiń. upr. 定军山; chiń. trad. 定軍山; pinyin Dìng Jūnshān) – krótkometrażowy czarno-biały niemy film z 1905, w reżyserii Ren Jingfenga. Jest pierwszym chińskim filmem.
Inicjatorem powstania pierwszego chińskiego filmu był Ren Jingfeng, właściciel kina wyświetlającego zachodnie produkcje filmowe. Zdecydował się on na to ze względu na niedobór obrazów, które mógłby pokazywać w swoim kinie. Materiały potrzebne do stworzenia filmu (francuska kamera filmowa i 14 rolek taśmy filmowej) zakupił od niemieckiego handlarza, na plan filmowy wybrał dziedziniec swojego sklepu fotograficznego, natomiast do zagrania głównej roli wybrał Tan Xinpei, popularnego aktora opery pekińskiej. Film stanowił adaptację jednego aktu z przedstawienia opery pekińskiej, opartego na powieści Luo Guanzhonga pt. Opowieści o Trzech Królestwach. Zdobycie góry Jun kręcono przez trzy dni, gotowy obraz zajął trzy rolki taśmy. Operatorem filmu był Liu Zhonglun.
Film cieszył się sporą popularnością i był oglądany także w innych chińskich prowincjach, co skłoniło Rena do nakręcenia kolejnych sześciu adaptacji operowych. Jedyna znana kopia filmu spłonęła w pożarze pod koniec lat 40. XX w.